# Романів Олег Миколайович

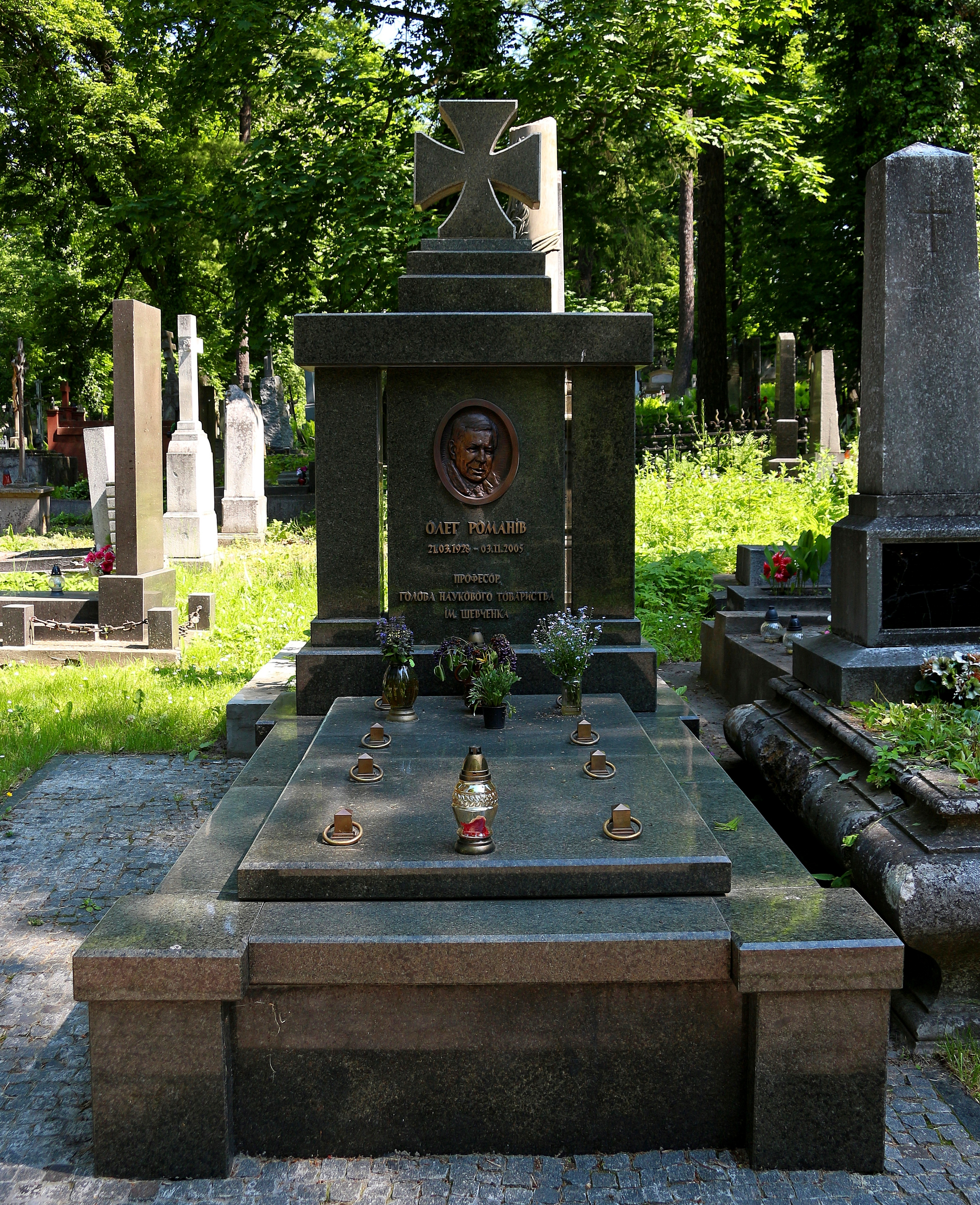

Оле́г Микола́йович Рома́нів (21 березня 1928, Сокаль  — 3 листопада 2005) — український вчений, доктор технічних наук, професор, член-кореспондент НАН України, заслужений діяч науки і техніки України, відомий український учений у галузі механіки матеріалів, організатор науки, ініціатор відродження і довголітній Голова Наукового товариства ім. Шевченка (НТШ) в Україні, Генеральний Секретар Світової Ради НТШ.

## Біографія
Народився у м. Сокаль, нині Львівської області, Україна, в сім'ї вчителів. Протягом 1939—1941 років навчався у Сокальській середній школі, а з 1941 по 1944 роки — у Сокальській гімназії. У 1950 році з відзнакою закінчив енергомашинобудівний факультет Львівського політехнічного інституту і отримав кваліфікацію інженера-механіка. Працював на підприємствах енергетики України. Майже все його професійне життя пов'язане зі Львовом.

## Наукова діяльність

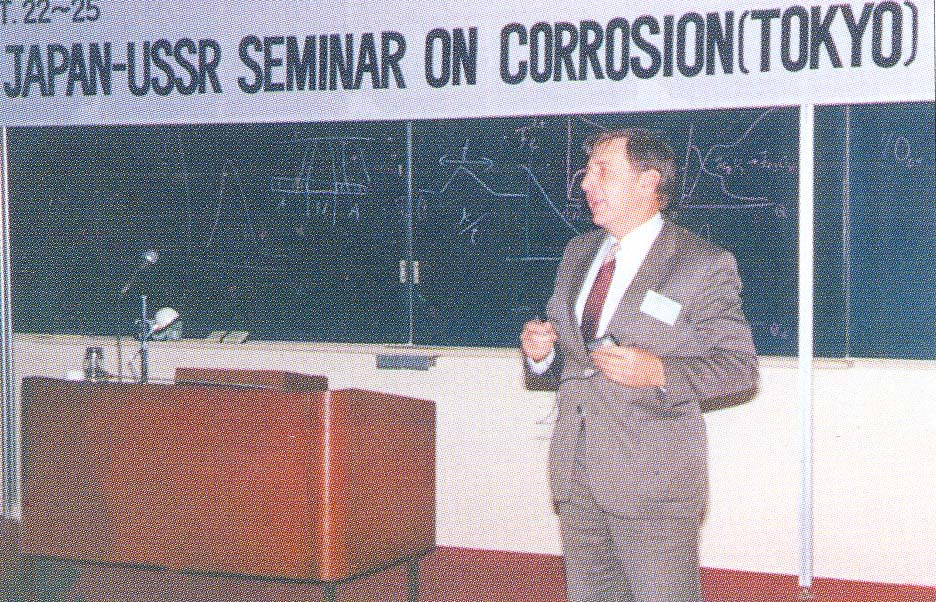
Виступ О. Романіва на японсько-радянському семінарі з корозії, 1985 р., Токіо

У 1958 році захистив дисертацію на тему «Поперечні коливання валів подвійної жорсткості» і присвоєнням вченого ступеня кандидата технічних наук.
З 1959 по 1962 роки О. М. Романів працює старшим науковим співробітником Відділу прикладної теорії пружності та пластичності Інституту машинознавства і автоматики АН УРСР (нині Фізико-механічний інститут імені Г. В. Карпенка НАН України). У 1970 році він захищає докторську дисертацію на тему «Деякі проблеми міцності та механіки руйнування термічно та термохімічно оброблених високоміцних сталей».
У 1973 році йому присвоєно вчене звання професора за спеціальністю «Металознавство і термічна обробка металів», а У 1976 році він удостоєний звання Лауреата Державної премії УРСР у галузі науки і техніки. У 1980-их він розгорнув наукові дослідження, пов'язані зі створенням основ структурної та корозійної механіки руйнування металів і сплавів. Обіймає посаду заступника директора ФМІ з наукової роботи.
Наступною віхою життєвого і наукового шляху Олега Романіва стало його призначення у 1977 році головою Науково-методичної комісії зі стандартизації з питань фрактографії НТР Держстандарту СРСР, яку він очолював до 1990 р.
Олег Романів — відомий в Україні та за рубежем вчений в ділянці металознавства та міцності конструкційних матеріалів. З його іменем пов'язане створення нових методів термомеханічного зміцнення металів та нового наукового напрямку в науці про міцність — структурної механіки руйнування матеріалів.

## Наукові досягнення
Він автор 380 наукових праць в ділянці матеріалознавства в тому числі 8 монографій та 30 винаходів.
Науково-дослідна праця Романіва була пов'язана із підготовкою наукових кадрів: 28 кандидатів наук, з числа яких 6 осягнули ступінь доктора наук.

## Діяльність у Науковому товаристві імені Шевченка

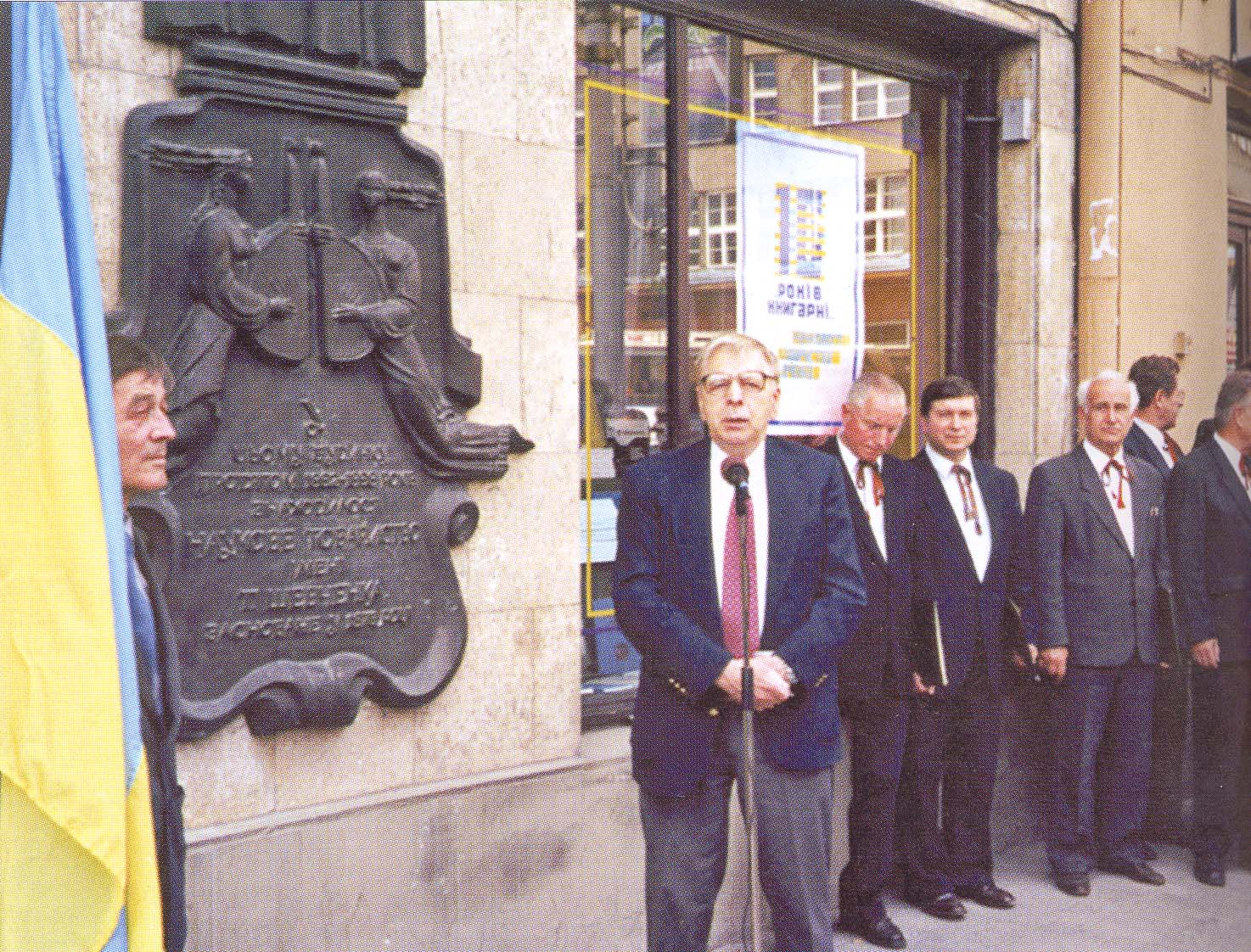
Виступ О.Романіва на відзначення 10-річчя книгарні НТШ у Львові, 2001 р.

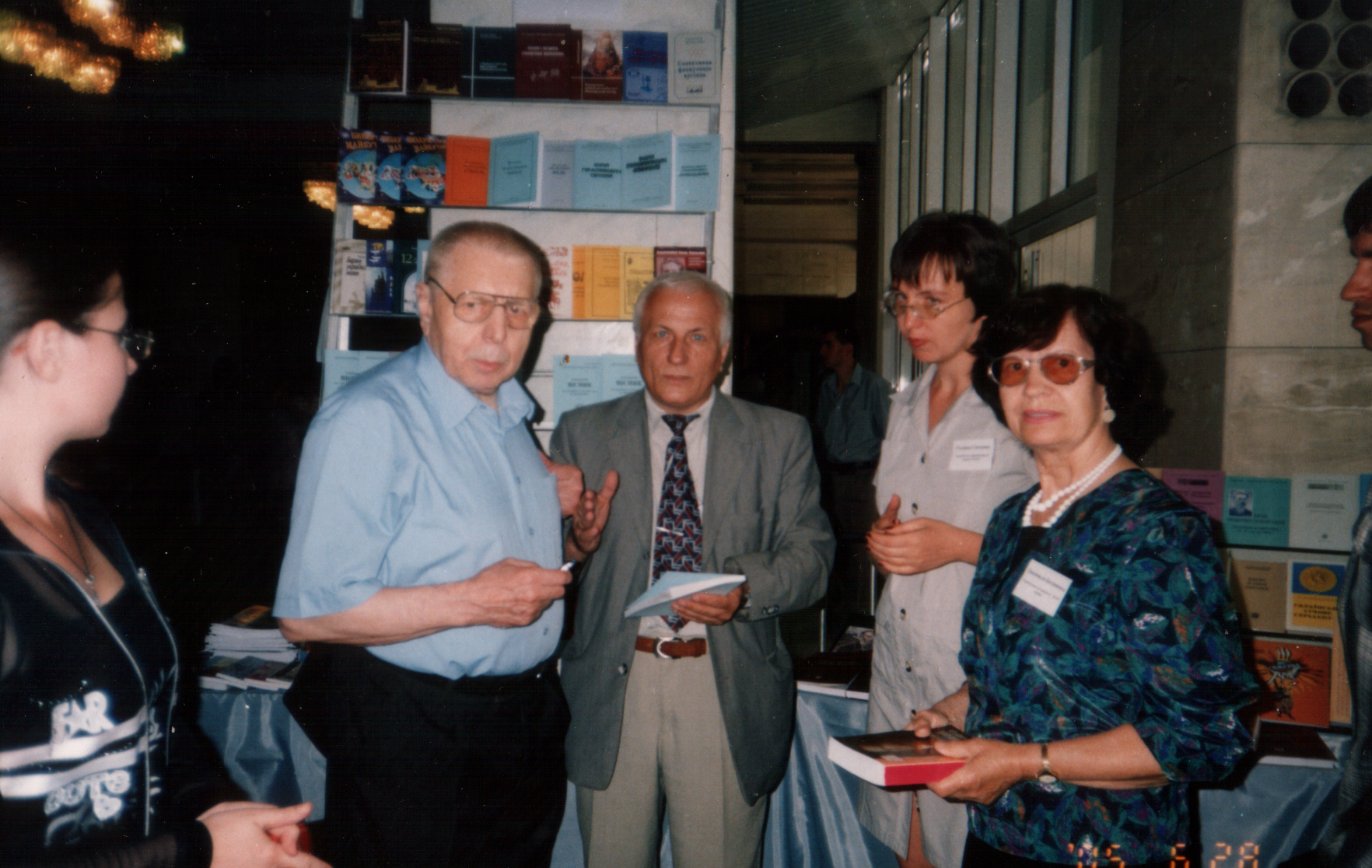
Романів на конгресі МАУ у Донецьку серед колег з Донецького відділення НТШ, 2005

У 1989 обраний головою Наукового товариства імені Шевченка в Україні. Саме у 1989 році Наукове товариство імені Шевченка поновило свою діяльність на території нашої країни, а відновленню його традицій багато в чому сприяв його голова — О. М. Романів. Так, багато в чому завдяки його зусиллям повністю була відновлена робота історико-філософської, філологічної та математично-природничо-лікарської секцій, знову, як і до 1940 р. почали виходити друком «Записки НТШ», збірники, часописи.
Таким чином, 1989 р. став переломним в житті та творчості Олега Романіва. Як один із чільних ініціаторів відновлення в Україні діяльності Наукового товариства ім. Шевченка, він обирається його головою, а з 1992 р. — генеральним секретарем світової спільноти НТШ. Саме з цього часу професор Олег Романів радикально змінює напрямок своєї творчої праці в руслі потреб національного відродження та розбудови українознавчих студій в Науковому товаристві ім. Шевченка, у його змаганні до повернення своєї колишньої ролі першої національної, загальнодержавної української академії наук. Упродовж останніх 15 років науково-суспільна та публіцистична творчість вченого пов'язана з проблемами історії української науки і культури, поверненням історичної пам'яті та політологічними аспектами сучасного національного відродження в Україні.

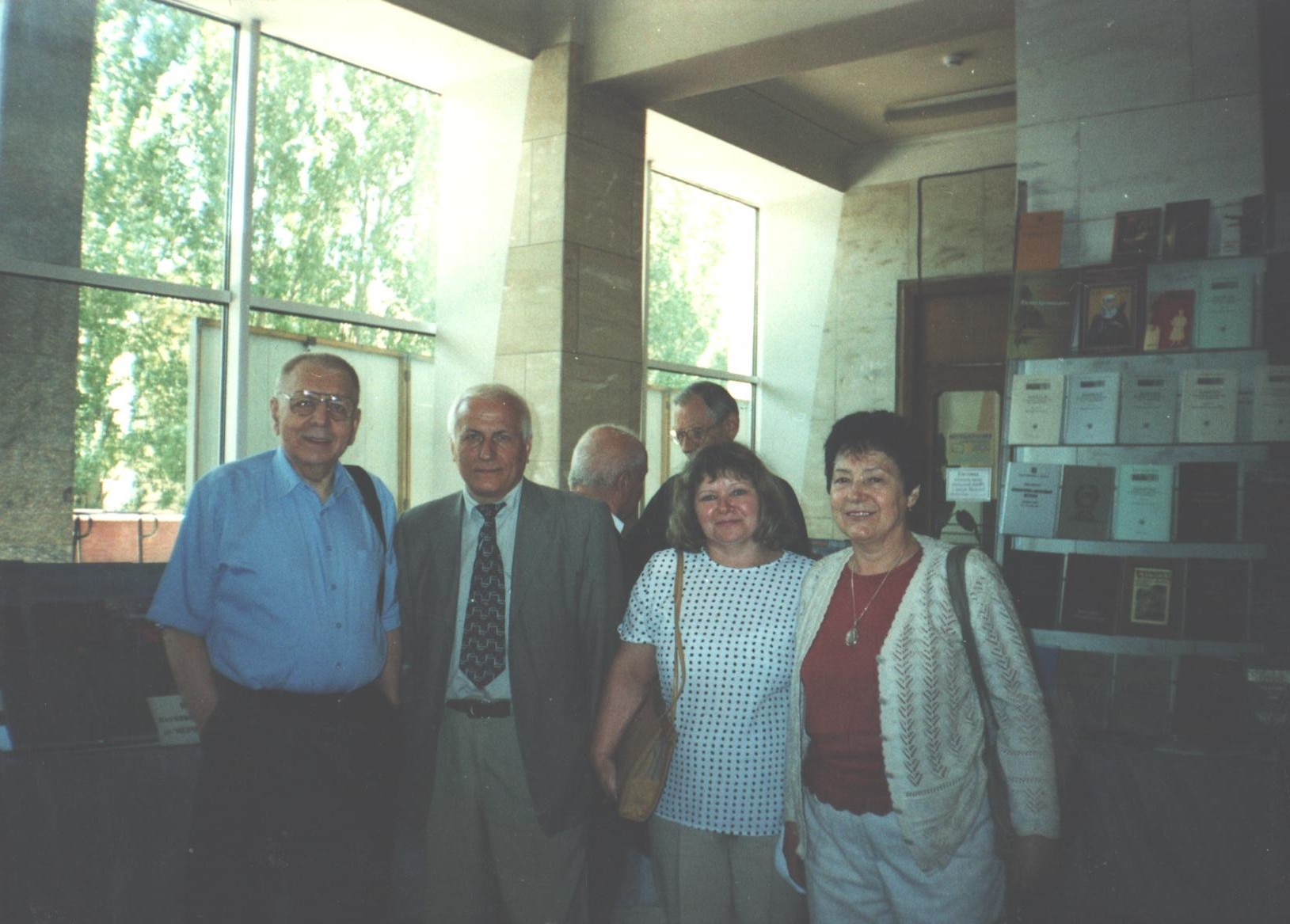
Олег Романів (ліворуч) на Конгресі МАУ, 2005, м. Донецьк. Праворуч: Володимир Білецький, Олена Башун.

Коло особистих наукових зацікавлень О. М. Романіва в цей період становлять питання історії української науки, проблематика геноциду українського народу в ХХ ст. та новітніх змагань українства за незалежність та державність. Він редактор таких видань, як «Вісник НТШ», «Хроніка НТШ», «Праці НТШ», член редколегії «Енциклопедії сучасної України», ініціатор перевидання «Енциклопедії українознавства» в Україні, автор передмов і редактор ряду монографічних праць.
О. Романів — редактор численних книг НТШ, а також серійно-періодичних видань Товариства, зокрема «Вісника НТШ», «Хроніки НТШ» та серійного збірника «Праці НТШ». Вів значну організаційну роботу в НТШ, яке упродовж минулого десятиліття розбудувало без державної підтримки дослідну й видавничу інфраструктуру (бібліотека, комп'ютерний центр, друкарня, книгарня). Новий суспільно-науковий і публіцистичний доробок Олега Романіва включає майже 400 публікацій, зокрема книги «Західноукраїнська трагедія. 1941», «Іван Фещенко-Чопівський — нарис життя і творчості», публіцистичні праці «Яку державу будує Україна?», «Чи стане Україна українською?». Олег Романів лауреат медалі НТШ імені Михайла Грушевського. З 2002 р. він член Виконавчого комітету Львівської міської Ради.
За суттєві здобутки у відбудові організаційної бази НТШ в Україні Олег Романів був відзначений ще однією почесною і разом з тим відповідальною посадою: у 1992 році його обрано Генеральним Секретарем Світової Ради Наукових товариств ім. Шевченка. Водночас Олег Романів доклав великих зусиль до розбудови інфраструктури НТШ у Львові, мріяв і творив НТШ як потужну всеукраїнську академію, переймався розбудовою його структур по всій Україні.

## Науковий доробок
Науковий доробок професора О. М. Романіва становить понад 1000 наукових і науково-популярних публікацій, у тому числі 10 монографій, 2 довідники, 40 винаходів. Наукова школа вченого включає 6 докторів та 27 кандидатів наук. У галузі технічних наук у 1995 році його вдруге відзначено званням лауреата Державної премії України в галузі науки і техніки за цикл монографій «Механіка руйнування і міцність матеріалів», а у 1998 році почесним званням «Заслужений діяч науки і техніки України» і медаллю М. Грушевського (від НТШ в Україні). Спільно з професорами Львова відродив Університет «Львівський Ставропігіон».

## Нагороди
Олег Романів двічі удостоювався звання лауреата Державної премії України в галузі науки і техніки — у 1975 та 1995 рр.
У 2001 році О. М. Романіва було нагороджено Грамотою Президента України за сумлінну працю, значний особистий внесок у розвиток і зміцнення Української держави.
у 2002 — обрано дійсним членом Української вільної академії наук у США.
Лауреат премії НАН України імені Г. В. Карпенка (1988 з а підсумками 1987).